# Bad Education
Pour plus de détails, voir Fiche technique et Distribution.
Bad Education est un film américain réalisé par Cory Finley (en), sorti en 2019.

## Synopsis
Le superintendant des écoles de Roslyn, Frank Tassone (Hugh Jackman) et son assistante Pam (Allison Janney) travaillent ensemble pour mettre le district sur la carte. Cependant, un journaliste scolaire découvre un système de détournement de fonds, qui menace leur règne. Ils deviennent les principaux suspects dans le plus grand scandale de détournement de fonds dans une école publique de l'histoire américaine.

## Fiche technique
- Titre : Bad Education
- Réalisation : Cory Finley
- Scénario : Mike Makowsky
- Photographie : Lyle Vincent
- Musique : Michael Abels
- Pays d'origine : États-Unis
- Genre : drame
- Date de sortie : 2019

## Distribution
- Hugh Jackman (VF : Joël Zaffarano) : Frank Tassone
- Ray Romano (VF : Antoine Nouel) : Big Bob Spicer
- Welker White (de) (VF : Jocelyne Darche) : Mary Ann
- Allison Janney (VF : Josiane Pinson) : Pam Gluckin
- Annaleigh Ashford (VF : Olivia Luccioni) : Jenny Aquila
- Stephanie Kurtzuba (VF : Audrey Sourdive) : Carol Schweitzer
- Calvin Coakley : Chad Schweitzer
- Geraldine Viswanathan (VF : Camille Timmerman) : Rachel Bhargava
- Kathrine Narducci (VF : Laura Zichy) : Sharon Katz
- Alex Wolff (VF : Damien Zanoly) : Nick Fleishman
- Rafael Casal (VF : Gauthier Battoue) : Kyle Contreras
- Peter Appel : Eddie
- Darlene Violette : Fran
- Jimmy Tatro : Jim Boy McCarden
- Kayli Carter : Amber McCarden
- Catherine Curtin (VF : Catherine Lafond) : Judy Shapiro
- Jeremy Shamos (VF : Hervé Bellon) : Phil Metzger
- Stephen Spinella (VF : Nicolas Marié) : Thomas 'Tom' Tuggiero
- Pat Healy : District Attorney